# Еркулес Перейра до Насіменту
Еркулес Перейра до Насіменту (порт. Hércules Pereira do Nascimento, нар. 20 жовтня 2000, Жайкос) — бразильський футболіст, півзахисник клубу «Флуміненсе». Виступав також за низку інших бразильських клубів.

## Ігрова кар'єра
Еркулес Перейра до Насіменту народився 2000 року в місті Жайкос. Розпочав займатися футболом у юнацькій команді клубу «Сан-Бернардо», пізніше грав у юнацьких командах клубів «Тірадентес» та «Атлетіко Сеаренсе». У 2019 році Еркулес розпочав грати за першу команду клубу «Тірадентес», а з наступного року грав у складі клубу «Атлетіко Сеаренсе». За короткий час клуб відправив гравця в оренду до клубу «Крато», після якої на початку 2021 року футболіст повернувся до «Атлетіко Сеаренсе».
З середини 2021 року Еркулес грав у складі клубу «Форталеза», у якому виступав до кінця 2024 року. З початку 2025 року футболіст виступає у складі клубу «Флуміненсе».